# Otto-Hahn-Schule Herford
Die Otto-Hahn-Schule. Städtische Realschule für Jungen und Mädchen – Herford (so der offizielle Name) ist eine von drei Realschulen in der Stadt Herford und ist nach dem deutschen Chemiker Otto Hahn benannt. An der Ganztagsschule unterrichten 39 Lehrer (Stand 2020).

## Lage
Die Schule liegt an der Uhlandstraße 16 in der Radewiger Feldmark in der Nähe des Bahnhofs.

## Geschichte
Die Schule wurde 1914 als Mittelschule gegründet. Erster Schulleiter war von 1914 bis 1921 Heinrich Decius. In dieser Zeit wurde die Schule als voll ausgebaute Anstalt anerkannt. Gustav Schmalhorst war der Schulleiter ab 1922 bis 1924, in seiner Amtszeit zog die Schule an den jetzigen Standort an der Uhlandstraße um. Im Jahre 1933 (unter der Hitlerdiktatur) durften nur 1,5 Prozent aller Schülerinnen und Schüler jüdisch sein. 1944 wurde die Schule durch einen Bombenangriff zerstört. 1945 wurde die Genehmigung für eine Wiedereröffnung erteilt.
Aufgrund der angestiegenen Einwohnerzahl in der Stadt Herford und den umliegenden Gemeinden wurden nach dem Zweiten Weltkrieg zwei weitere Realschulen gegründet: 1956 die Geschwister-Scholl-Schule an der Wiesestraße und 1970 die Ernst-Barlach-Schule an der Graf-Kanitz-Straße.
1969/1970 erhielt die Realschule Uhlandstraße den heutigen Namen Otto-Hahn-Schule. Städtische Realschule für Jungen und Mädchen – Herford. Ab 2009 wurden mehrere Bau- und Modernisierungsarbeiten durchgeführt. So wurden unter anderem eine neue Aula/Mensa und eine neue Turnhalle gebaut. Im August 2013 wurde die Otto-Hahn-Schule Inklusionsschule.

## Abschlüsse
An der Schule können alle Abschlüsse der Sekundarstufe I erworben werden:
- der mittlere Schulabschluss (Fachoberschulreife) nach Klasse 10 mit Q-Vermerk. Er berechtigt bei mindestens befriedigenden Leistungen in allen Fächern zum Besuch der gymnasialen Oberstufe
- der mittlere Schulabschluss (Fachoberschulreife) nach Klasse 10 ohne Q-Vermerk, der nicht zum Besuch der gymnasialen Oberstufe berechtigt
- ein dem Hauptschulabschluss nach Klasse 10 gleichwertiger Abschluss
- ein dem Hauptschulabschluss gleichwertiger Abschluss

## Liste der Schulleiter
- Heinrich Decius (1914–1921)
- Gustav Schmalhorst (1922–1924)
- Gotthelf Mudrich (1936–?)
- Albert Knobloch (….1949....)
- Walter Röhrmann (1960–1968)
- Dieter Düllmann (1968–1979)
- Manfred Vogel (1979–1991)
- Achim Körbitz (1991–2007)
- Stefanie Schumann (2007–2012)
- Karsten Heumann (seit 2012)